# Pikes (album)
Pikes è il sessantanovesimo album in studio del chitarrista statunitense Buckethead, pubblicato il 27 novembre 2013 dalla Hatboxghost Music.

## Descrizione
Trentaquattresimo disco appartenente alla serie "Buckethead Pikes", Pikes colma il vuoto intercorso tra Pumpkin e Thank You Ohlinger's, rispettivamente i dischi numero 33 e 35 della serie.
Pikes è inoltre il seguito ideale di Pumpkin, intuibile dalla copertina raffigurante il lato sinistro di una zucca di Halloween (quella di Pumpkin raffigura il lato destro) e dal nome delle tracce contenenti nel disco. Con Pumpkin, Pikes condivide anche le sonorità prevalentemente ambient e noise.

## Tracce
Musiche di Buckethead.
1. Pumpkin Pikes 19 – 6:00
2. Pumpkin Pikes 20 – 5:03
3. Pumpkin Pikes 21 – 3:48
4. Pumpkin Pikes 22 – 2:52
5. Pumpkin Pikes 23 – 4:57
6. Pumpkin Pikes 24 – 2:58
7. Pumpkin Pikes 25 – 2:36
8. Pumpkin Pikes 26 – 2:01
9. Pumpkin Pikes 27 – 2:34